# Ель-Пасо (округ, Техас)
Шаблон:StateAbbr_ 31°46′ пн. ш. 106°14′ зх. д. / 31.77° пн. ш. 106.24° зх. д.
Округ Ель-Пасо (англ. El Paso County) — округ (графство) у штаті Техас, США. Ідентифікатор округу 48141.

## Історія
Округ утворений 1871 року.

## Демографія
За даними перепису 2000 року загальне населення округу становило 679622 осіб, зокрема міського населення було 658874, а сільського — 20748. Серед мешканців округу чоловіків було 327771, а жінок — 351851. В окрузі було 210022 домогосподарства, 166226 родин, які мешкали в 224447 будинках. Середній розмір родини становив 3,63.
Віковий розподіл населення поданий у таблиці:
| Стать    | До 15 років | 15-21 | 22-29 | 30-39 | 40-49 | 50-65 | 65-85 | Понад 85 |
| -------- | ----------- | ----- | ----- | ----- | ----- | ----- | ----- | -------- |
| Чоловіки | 92186       | 40354 | 39213 | 47597 | 42575 | 38424 | 25430 | 1992     |
| Жінки    | 89164       | 38500 | 40360 | 51562 | 48779 | 44835 | 34458 | 4193     |

## Суміжні округи
- Отеро, Нью-Мексико — північний схід
- Гадспет — схід
- Práxedis G. Guerrero (municipality)[en] — південний схід
- Guadalupe (municipality of Chihuahua)[en], Чіуауа, Мексика — південь
- Juárez (municipality of Chihuahua)[en], Чіуауа, Мексика — південний захід
- Донья-Ана, Нью-Мексико — північний захід

## Виноски
1. ↑  U.S. Decennial Census. United States Census Bureau. Архів оригіналу за 26 квітня 2015. Процитовано 26 квітня 2015.
2. ↑  Texas Almanac: Population History of Counties from 1850–2010 (PDF). Texas Almanac. Архів оригіналу (PDF) за 19 квітня 2015. Процитовано 26 квітня 2015.
3. ↑  State & County QuickFacts. United States Census Bureau. Архів оригіналу за 2 жовтня 2011. Процитовано 10 грудня 2013.(англ.) Наведено за англійською вікіпедією.
4. ↑  QuickFacts. El Paso County, Texas. United States Census Bureau. Архів оригіналу за 14 серпня 2019. Процитовано 6 серпня 2019.
5. ↑  American FactFinder. Бюро перепису населення США. Архів оригіналу за 21 травня 2008. Процитовано 31 січня 2008.

| США | Це незавершена стаття з географії США. Ви можете допомогти проєкту, виправивши або дописавши її. |